# 5D/Brorsen
5D/Brorsen (auch bekannt als Brorsens Komet oder Komet Brorsen) ist ein Komet, welcher von dem dänischen Astronomen Theodor Brorsen am 26. Februar 1856 entdeckt wurde.
Die Umlaufzeit beträgt etwa 5,5 Jahre. 1851 kam der Komet bis auf 1,5 AE an die Erde heran. Die Umlaufbahn des Kometen war noch schwankend, verstärkt durch die Tatsache, dass er sich 1854 dem Planeten Jupiter näherte.
5D/Brorsen wurde bis Juni 1857 verfolgt und die Bahn ist mittlerweile allgemein bekannt. Der Komet gilt momentan als verloren.